# انبه‌ایان
انبه‌ایان (به لاتین: Polytminae) یکی از شش زیرخانواده در خانواده مگس‌مرغان است. این زیرخانواده شامل ۱۲ سرده با ۲۹ گونه است.
نام غیررسمی «انبه‌ای» (به انگلیسی: Mangoe) برای این گروه پیشنهاد شده‌است، زیرا هفت گونه از آنها در بزرگترین سردهٔ سینه‌زغالی‌ها، نام «انبه» را در نام مشترک خود دارند.

## فهرست گونه‌ها
- سرده نیزه‌نوک‌ها
  - نیزه‌نوک پیشانی‌سبز, Doryfera ludovicae
  - نیزه‌نوک پیشانی‌آبی, Doryfera johannae
- سرده Schistes - sometimes included in Augastes
  - Wedge-billed hummingbird, Schistes geoffroyi
- سرده خورشیدنگین شاخدار-  Heliactin
- سرده مگس‌مرغ نوک‌دندانی
  - مگس‌مرغ نوک‌دندانی, Androdon aequatorialis
- سرده Heliothryx
  - Purple-crowned fairy, Heliothryx barroti

- - Black-eared fairy, Heliothryx aurita
- سرده نوک‌درفشی دم‌آتشی
  - نوک‌درفشی دم‌آتشی, Avocettula recurvirostris
- سردۀ زرین‌گلوها  Polytmus 
  - زرین‌گلوی دم‌سفید, Polytmus guainumbi
  - زرین‌گلوی تپویی, Polytmus milleri
  - زرین‌گلوی دم‌سبز, Polytmus theresiae
- زبرجدی یاقوتی Chrysolampis

- سرده سینه‌زغالی
  - سینه‌زغالی گلوسبز, Anthracothorax viridigula
  - سینه‌زغالی پیش‌سبز, Anthracothorax prevostii
  - سینه‌زغالی گلوسیاه, Anthracothorax nigricollis
  - سینه‌زغالی وراگوآیی, Anthracothorax veraguensis
  - سینه‌زغالی آنتیل, Anthracothorax dominicus
  - سینه‌زغالی سبز, Anthracothorax viridis
  - سینه‌زغالی جامائیکایی, Anthracothorax mango